# Alchemilla parcipila
Alchemilla parcipila é uma espécie de rosácea do gênero Alchemilla, pertencente à família Rosaceae.